# 沙龍凱蒂
沙龍凱蒂是纳粹德国党卫队保安局在第二次世界大战期间用于谍报活动，位于柏林夏洛滕堡的一家高端妓院。该妓院于20世纪30年代建立，后被莱因哈德·海德里希和他的下属瓦尔特·施伦堡接管，但仍由原所有者凯蒂·施密特运营。其计划是通过酒精和女性诱使德国高级官员、外国访客以及外交官透露机密或表达他们在与纳粹有关的主题和个人上的真实意见。宾客包括海德里希本人、约瑟夫·迪特里希、加莱阿佐·齐亚诺和约瑟夫·戈培尔。沙龙所在的建筑在1942年的空袭中被摧毁，该项目失去了重要性。沙龙凯蒂一直是电影中涉及纳粹间谍的妓院的灵感或题材，其中包括1976年电影《纳粹疯淫史》（Salon Kitty）。